# Dirk van der Ven
Dirk van der Ven (Duisburg, 1970. március 1. –) holland származású német labdarúgócsatár.